# جورج كوكرين
جورج كوكرين هو لاعب هوكي الجليد كندي، ولد في 1882 في كيتشنر في كندا، وتوفي في 15 أبريل 1952.